# Susan R. Wolf
Susan Rose Wolf (nacida en 1952) es una filósofa estadounidense que es actualmente la titular de la cátedra Edna J. Koury de Filosofía en la Universidad de Carolina del Norte en Chapel Hill. Enseñó previamente en la Universidad Johns Hopkins (1986-2002), la Universidad de Maryland (1981-1986) y la Universidad de Harvard (1978-1981).

## Formación y carrera
Wolf obtuvo un BA de la Universidad de Yale en filosofía y matemáticas en 1974, seguido en 1978 de un doctorado en filosofía de la Universidad de Princeton. Su asesor de tesis fue Thomas Nagel.

## Trabajo filosófico
El trabajo de Wolf se centra en la relación entre libertad, moralidad, felicidad y sentido de la vida. Su libro Freedom Within Reason (Oxford, 1990) aboga por una visión del libre albedrío, ya que la capacidad de hacer lo que uno razonablemente piensa es lo correcto. Esto permite que un universo determinista, sin embargo, contenga la responsabilidad y el sentimiento de autonomía para nosotros. Wolf también ha escrito sobre el tema de la suerte moral, sugiriendo una reconciliación entre las posiciones racionalista e irracionalista. También ha publicado un trabajo influyente sobre la exigencia de moralidad. En esta área, su artículo "Moral Saints" ha sido particularmente influyente, atacando la idea de que una persona moralmente perfecta es en realidad un atractivo ideal ético, ella ha desafiado la anulación de la moralidad en el razonamiento práctico.

## Premios y honores
Wolf fue elegida miembro de la Academia Estadounidense de las Artes y las Ciencias en 1999 y de la American Philosophical Society en 2006. Recibió un Premio al Logro Distinguido Mellon en Humanidades en 2002.

## Obras (selección)
- The Variety of Values: Essays On Morality, Meaning, And Love, Oxford University Press, 2014; ISBN 0195332814

- Understanding Love: Philosophy, Film, And Fiction (editor with Christopher Grau), Oxford University Press, 2013; ISBN 0195384504

- Meaning in Life and Why It Matters, Princeton University Press, 2012; ISBN 9780691154503

- Wolf and Stanley on Environmental Law (with Neil Stanley), Cavendish Publishing, 2010; ISBN 0415418461

- Freedom Within Reason, Oxford University Press, 1994; ISBN 0195085655